# ماريو ساليتتا
ماريو ساليتتا (بالإيطالية: Mario Siletti)‏ هو ممثل إيطالي، ولد في 22 يوليو 1903 بتورينو في إيطاليا، وتوفي في 19 أبريل 1964 بلوس أنجلوس في الولايات المتحدة.

## أعمال

### أفلام
- (1946) حد الشفرة
- (1951) كاروسو العظيم
- (1954) ثلاث عملات في النافورة
- (1955) شرق عدن[1][2][3]
- (1957) امرأة التصميمات

## وصلات خارجية
- ماريو ساليتتا على موقع IMDb (الإنجليزية)
- ماريو ساليتتا على موقع أول موفي (الإنجليزية)
- ماريو ساليتتا على موقع قاعدة بيانات الأفلام السويدية (السويدية)
- ماريو ساليتتا على موقع قاعدة بيانات الفيلم (الإنجليزية)
- ماريو ساليتتا على موقع كينوبويسك (الروسية)
- ماريو ساليتتا على موقع كينوبويسك (الروسية)